# KNVB Beker 1963/64
Het seizoen 1963/64 van de KNVB Beker was de 46e editie van de Nederlandse voetbalcompetitie met als inzet de KNVB Beker en een plek in de Europa Cup II. Gespeeld werd in zes knock-outronden. Fortuna '54 won deze editie door in de finale ADO na strafschoppen te verslaan.

## Deelnemers
Aan het toernooi namen alle teams uit de Nederlandse Eredivisie, Eerste divisie en Tweede divisie deel, 64 in totaal.
| Niveau         | Ronde 1 | Ronde 2 | Ronde 3 | Kwartfinale | Halve finale | Finale |
| -------------- | ------- | ------- | ------- | ----------- | ------------ | ------ |
| Eredivisie     | 16      | 9       | 6       | 5           | 3            | 2      |
| Eerste divisie | 16      | 12      | 8       | 2           | 1            | -      |
| Tweede divisie | 32      | 11      | 2       | 1           | -            | -      |
| Totaal         | 64      | 32      | 16      | 8           | 4            | 2      |

## Eerste ronde
De 32 wedstrijden in de eerste ronde werden gespeeld op 29 september 1963. Landskampioen PSV werd uitgeschakeld door Tweede divisieclub N.E.C.. Ook eredivisionisten Volendam, Heracles, DOS en MVV legden het af tegen ploegen uit de laagste Nederlandse profcompetitie. De enige andere Eredivisionist die werd uitgeschakeld was GVAV. Regerend bekerkampioen Willem II had een verlenging nodig om D.F.C. te verslaan: 4-3. In totaal werden twaalf van de 32 wedstrijden na een verlenging beslist. In drie wedstrijden moesten strafschoppen de winnaar bepalen.
De grootste overwinning kwam op naam van SC Enschede, dat de uitwedstrijd tegen Xerxes met 8-2 won.
| Datum             | Wedstrijd                 | Uitslag                    | Scoreverloop |
| ----------------- | ------------------------- | -------------------------- | --- |
| 29 september 1963 | PEC – Go Ahead            | 1 – 2 n.v. (1 – 1) (1 – 1) | 2' Egbert ter Mors (pen) 0-1, 25' Wannie Sterken (pen) 1-1, 94' Gerrit Niehaus 1-2 |
| 29 september 1963 | Eindhoven – Zwolsche Boys | 3 – 0 (1 – 0)              | 17' Thieu Soers 1-0, 82' Joop Oomens 2-0, 86' Thieu Houben 3-0 |
| 29 september 1963 | ZFC – Enschedese Boys     | 3 – 1 (2 – 1)              | 1' Frits Hilgerink 0-1, Piet Blok 1-1, Piet Blok 2-1, Jos van Helvert 3-1 |
| 29 september 1963 | Velox – KFC               | 3 – 1 (2 – 0)              | 41' Ben Aarts 1-0, 43' Dick Uittenbosch 2-0, 57' Hans van Doorneveld 2-1, 87' Willem van Hanegem (pen) 3-1 |
| 29 september 1963 | Be Quick – Elinkwijk      | 2 – 1 (0 – 1)              | 40' Jan de Kleijn 0-1, 60' Tinus Nijhoving 1-1, 65' Frits Hutten 2-1 |
| 29 september 1963 | Helmondia '55 – GVAV      | 2 – 0 (0 – 0)              | 65' Frans Overzier (pen) 1-0, Cor Clynck 2-0 |
| 29 september 1963 | AGOVV – Fortuna Vl        | 2 – 3 n.v. (2 – 2) (2 – 1) | 25' Jan Bouman 0-1, 38' Joop Stevens 1-1, 39' Wim Bleijenberg 2-1, 72' Kees Blankenstein 2-2, 106' Jan Baksteen 2-3 |
| 29 september 1963 | D.F.C. – Willem II        | 3 – 4 n.v. (3 – 3) (1 – 3) | 3' Coy Koopal 0-1, Coy Koopal 0-2, 26' Willy Senders 0-3, Wim de Kreek 1-3, Miklós Tódor 2-3, 84' Joop van Dijk 3-3, Coy Koopal 3-4 |
| 29 september 1963 | Baronie – VVV             | 0 – 0 n.v.                 | VVV wint na strafschoppen |
| 29 september 1963 | LONGA – DWS               | 1 – 1 n.v. (1 – 1) (0 – 0) | 48' Mosje Temming 0-1, 55' Jan Meijer 1-1 DWS wint na strafschoppen |
| 29 september 1963 | Volendam – NOAD           | 2 – 3 (0 – 1)              | 15' Tini van Osch 0-1, Rien van den Heuvel (pen) 0-2, Dick Zwarthoed 1-2, Dick Sier 2-2, 87' Theo Netten 2-3 |
| 29 september 1963 | Wageningen – Blauw-Wit    | 2 – 1 n.v. (1 – 1) (1 – 1) | 20' Herman Koers 0-1, 30' Epi Drost 1-1, 111' Epi Drost 2-1 |
| 29 september 1963 | N.E.C. – PSV              | 2 – 1 n.v. (1 – 1) (1 – 0) | 11' Tini van Reeken 1-0, 52' Gerard Hoenen 1-1, 91' Ben Zweers 2-1 |
| 29 september 1963 | DHC – Vitesse             | 3 – 2 (1 – 2)              | 2' Jan Seelen 0-1, 16' Danilo Presta 0-2, Carol Schuurman 1-2, Lex Rijnvis 2-2, 65' Darius Dhlomo 3-2 |
| 29 september 1963 | Wilhelmina – Sittardia    | 1 – 0 n.v.                 | 93' Frans Burg 1-0 |
| 29 september 1963 | Alkmaar '54 – NAC         | 1 – 4 (1 – 2)              | 8' Wim van den Hurk 0-1, 23' Ger Saris 0-2, 38' Piet Buis 1-2, 44' Wim van den Hurk 1-3, 80' Ger Saris 1-4 |
| 29 september 1963 | HVC – Sparta              | 0 – 2 (0 – 2)              | 33' Frank Franken 0-1, 36' Béla Bodnár 0-2 |
| 29 september 1963 | Zwartemeer – DOS          | 2 – 1 (2 – 0)              | 26' Tonny Roosken 1-0, 30' Tonny Roosken 2-0, 80' Hans Sleven 2-1 |
| 29 september 1963 | EDO – Heracles            | 2 – 1 n.v. (1 – 1) (1 – 0) | H. van Beekum 1-0, 89' Hennie van Nee 1-1, 97' Doby Peters (pen) 2-1 |
| 29 september 1963 | Excelsior – Haarlem       | 3 – 2 (3 – 2)              | 5' Jan Bons 0-1, 6' Toon Meerman 1-1, 14' Piet Slui 2-1, 16' Jan Bons 2-2, 43' Toon Meerman 3-2 |
| 29 september 1963 | RCH – Veendam             | 1 – 1 n.v. (1 – 1) (0 – 1) | 15' Jelle Amsing 0-1, 49' Jan Dahrs 1-1 Veendam wint na strafschoppen |
| 29 september 1963 | SVV – Telstar             | 1 – 2 (0 – 1)              | 40' Bert van Wooning 0-1, 47' Rob Speelmeijer 1-1, 83' Joop Daniëls 1-2 |
| 29 september 1963 | RBC – Hermes DVS          | 1 – 1 n.v. (1 – 1) (1 – 0) | 2' Kees Vermunt 1-0, 60' Piet Janse 1-1 RBC wint na strafschoppen |
| 29 september 1963 | Heerenveen – Ajax         | 2 – 3 n.v. (2 – 2) (0 – 2) | 11' Cees Groot 0-1, 28' Piet Keizer 0-2, 57' Tjeerd Krist 1-2, 83' Jan Prummel 2-2, 109' Cees Groot 2-3 |
| 29 september 1963 | SHS – Leeuwarden          | 2 – 1 (1 – 1)              | 14' Jan Fransz 1-0, 29' Jetze Pascal 1-1, 55' Mick Clavan 2-1 |
| 29 september 1963 | Xerxes – SC Enschede      | 2 – 8 (1 – 4)              | 5' Hennie Nieuwenhuis 0-1, 12' Piet Kriesch 1-1, 25' Henk (Charly) Bosveld 1-2, 30' Charly Bosveld 1-3, 35' Spitz Kohn 1-4, 51' Spitz Kohn 1-5, 57' Spitz Kohn 1-6, 65' Charly Bosveld 1-7, 70' Issy ten Donkelaar 1-8, Martin Snoeck 2-8 |
| 29 september 1963 | Limburgia – BVV           | 2 – 1 n.v. (1 – 1) (1 – 1) | 25' Wim van Helvoort 0-1, 40' Harm Posthuma 1-1, 118' Reinders 2-1 |
| 29 september 1963 | Roda JC – MVV             | 2 – 1 n.v. (1 – 1) (0 – 1) | 9' Mat Loo 0-1, 70' Tijn van Lier 1-1, 108' Pierre Kusters 2-1 |
| 29 september 1963 | Hilversum – Feijenoord    | 0 – 4 (0 – 1)              | 15' Rinus Bennaars 0-1, Henk Groot 0-2, Rinus Bennaars 0-3, Gerard Bergholtz 0-4 |
| 29 september 1963 | De Volewijckers – 't Gooi | 3 – 0 (3 – 0)              | 20' Bertus van der Straten (e.d.) 1-0, 27' Willy van 't Hek 2-0, Frits Kick 3-0 |
| 29 september 1963 | Tubantia – Fortuna '54    | 2 – 3 (0 – 2)              | 10' Peter Benen 0-1, 28' Sef Horsels 0-2, Barend Vrielink 1-2, Barend Vrielink 2-2, 75' Aleksandar Petaković 2-3 |
| 29 september 1963 | De Graafschap – ADO       | 0 – 1 n.v.                 | 100' Lambert Maassen 0-1 |

## Tweede ronde
De zestien wedstrijden in de tweede ronde waren gepland op 17 november 1963. De wedstrijd tussen DHC en Excelsior werd afgelast en op 26 november gespeeld. De Drentse tweededivisionist Zwartemeer schakelde net als in de eerste ronde een Eredivisieploeg uit. De ploeg versloeg SC Enschede. Regerend bekerkampioen Willem II verloor thuis met 4-0 tegen Ajax.
| Datum                        | Wedstrijd                   | Uitslag                    | Scoreverloop |
| ---------------------------- | --------------------------- | -------------------------- | --- |
| 17 november 1963             | Wilhelmina – Roda JC        | 2 – 2 n.v. (2 – 2) (2 – 0) | 16' Theo Borsten 1-0, 28' Jan Burg 2-0, 54' Toon Ederveen 2-1, 86' Mathieu van Mouche 2-2 Wilhelmina wint na strafschoppen                                           |
| 17 november 1963             | Limburgia – De Volewijckers | 0 – 2 (0 – 1)              | 20' Piet Boogaard 0-1, 85' Piet Boogaard 0-2 |
| 17 november 1963             | Velox – NOAD                | 4 – 1 (1 – 1)              | 8' Theo Netten 0-1, 26' Sander Derks 1-1, 53' Leen Morelisse 2-1, 62' Willem van Hanegem 3-1, 75' Willem van Arnhem 4-1                                              |
| 17 november 1963             | Helmondia '55 – Fortuna Vl  | 1 – 3 (1 – 1)              | 2' Kees Blankenstein 0-1, 15' Leo van der Linden 1-1, Kees Blankenstein 1-2, Lajos Tamás 1-3                                                                         |
| 17 november 1963             | Willem II – Ajax            | 0 – 4 (0 – 2)              | 13' Karel Vesters 0-1, 21' Ad Visser 0-2, 47' Bennie Muller 0-3, 78' Cees Groot 0-4                                                                                  |
| 17 november 1963             | SC Enschede – Zwartemeer    | 0 – 1 (0 – 1)              | 28' Tonny Roosken 0-1 |
| 17 november 1963             | Go Ahead – Fortuna '54      | 0 – 3 (0 – 0)              | 74' Piet van Rhijn 0-1, 76' Piet van Rhijn 0-2, 86' Peter Benen 0-3                                                                                                  |
| 17 november 1963             | Sparta – RBC                | 5 – 1 (2 – 0)              | 8' Piet van Miert 1-0, 18' Piet van Miert 2-0, 56' Piet van Miert 3-0 , 74' Tonny van Ede 4-0, 81' Peter Laseroms 4-1, 90' Cor Adelaar 5-1                           |
| 17 november 1963             | DWS – NAC                   | 1 – 0 (0 – 0)              | 61' Huub Lenz 1-0 |
| 17 november 1963             | Eindhoven – Be Quick        | 5 – 0 (2 – 0)              | 30' Hendrik Schalks 1-0, Nico van Diessen 2-0, Joop Oomens 3-0, 78' Cor Bex 4-0, 83' Thieu Houben 5-0                                                                |
| 17 november 1963             | N.E.C. – Telstar            | 5 – 2 (3 – 0)              | 11' Tini van Reeken 1-0, 18' Tini van Reeken 2-0, 19' Cor Smulders 3-0, 51' Fred André 3-1, 55' Pauke Meijers 4-1, Theo van Doorneveld 5-1, 80' Bert van Wooning 5-2 |
| 17 november 1963             | EDO – Feijenoord            | 0 – 3 (0 – 2)              | 20' Henk Groot 0-1, 32' Frans Bouwmeester 0-2, 80' Frans Bouwmeester 0-3                                                                                             |
| 17 november 1963             | VVV – ADO                   | 0 – 1 (0 – 1)              | 24' Henk Houwaart 0-1 |
| 17 november 1963             | SHS – Wageningen            | 4 – 2 (3 – 2)              | 1' Ton van de Weerd 0-1, 4' Leen de Visser 1-1, 20' Gerrie Hup 2-1, Joop Daalderop 2-2, Leen de Visser 3-2, 75' Leen de Visser 4-2                                   |
| 17 november 1963             | Veendam – ZFC               | 1 – 0 n.v.                 | 92' Jan Boelens 1-0 |
| 26 november 1963 terrein VUC | DHC – Excelsior             | 0 – 1 (0 – 0)              | 67' Frans van der Burg 0-1 |

## Derde ronde
De acht wedstrijden in de derde ronde werden gespeeld op 9 februari 1964. Wilhelmina wist zich als enige ploeg uit de Tweede divisie te plaatsen voor de volgende ronde.
| Datum           | Wedstrijd                 | Uitslag                    | Scoreverloop |
| --------------- | ------------------------- | -------------------------- | --- |
| 9 februari 1964 | De Volewijckers – Veendam | 2 – 3 (0 – 0)              | 47' Tjeerd Henstra 0-1, 54' Peter de Ruiter 1-1, 65' Wout Schaft 2-1, 83' Jan Kuiper (pen) 2-2, 84' Tjeerd Henstra 2-3               |
| 9 februari 1964 | Zwartemeer – Fortuna Vl   | 2 – 2 n.v. (2 – 2) (2 – 1) | 20' Inus Scholten 1-0, 35' Willy Hoogenberg 2-0, 40' Jan Bouman 2-1, 75' Ed Verweel 2-2 Fortuna Vl wint na strafschoppen             |
| 9 februari 1964 | Sparta – Ajax             | 0 – 1 (0 – 0)              | 69' Cees Groot 0-1 |
| 9 februari 1964 | Velox – Feijenoord        | 0 – 2 (0 – 2)              | 5' Piet Kruiver 0-1, 40' Gerard (Pummy) Bergholtz 0-2                                                                                |
| 9 februari 1964 | ADO – Excelsior           | 4 – 2 (2 – 1)              | 5' János Beke 0-1, 10' Lambert Maassen 1-1, Lambert Maassen 2-1, 55' Louis Corpeleijn 2-2, Lambert Maassen 3-2, 80' Mudde (e.d.) 4-2 |
| 9 februari 1964 | Eindhoven – DWS           | 0 – 1 n.v.                 | 94' Frans Geurtsen 0-1 |
| 9 februari 1964 | Fortuna '54 – SHS         | 2 – 0 (1 – 0)              | 30' Aleksandar Petaković 1-0, 84' Piet van Rhijn 2-0                                                                                 |
| 9 februari 1964 | Wilhelmina – N.E.C.       | 3 – 1 (1 – 1)              | 22' Tini van Reeken 0-1, 30' Cor Stolzenbach 1-1, 75' Nico Gloudemans 2-1, 76' Martin Kastelijn 3-1                                  |

## Kwartfinales
De vier wedstrijden in de kwartfinale werden gespeeld tussen 22 maart en 1 april 1964. Wilhelmina, de laatst overgebleven ploeg uit de Tweede divisie, werd uitgeschakeld door Fortuna '54. Fortuna vl was de enige club uit de Eerste divisie die zich wist te plaatsen voor de halve finale, door winst in een uitwedstrijd tegen Feijenoord.
| Datum         | Wedstrijd                | Uitslag       | Scoreverloop |
| ------------- | ------------------------ | ------------- | --- |
| 22 maart 1964 | Fortuna '54 – Wilhelmina | 4 – 2 (2 – 1) | 10' Frans Rutten 1-0, 36' André Piters 2-0, 40' Jacques van Stippent 2-1, 49' Frans Rutten 3-1, 65' Piet van Rhijn 4-1, 70' Theo Borsten 4-2 |
| 25 maart 1964 | DWS – Ajax               | 1 – 2 (1 – 2) | 18' Frans Geurtsen 1-0, 20' Cees Groot 1-1, 29' Piet Keizer 1-2                                                                              |
| 25 maart 1964 | Feijenoord – Fortuna Vl  | 2 – 3 (2 – 1) | 4' Henk Groot 1-0, 18' Jan Bouman 1-1, 30' Henk Groot 2-1, 65' Jan Bouman 2-2, 84' Kees Blankenstein 2-3                                     |
| 1 april 1964  | Veendam – ADO            | 0 – 2 (0 – 1) | 20' Piet de Zoete 0-1, 85' Henk Houwaart 0-2                                                                                                 |

## Halve finales
De twee halve finales werden op neutraal terrein gespeeld. De strijd tussen de twee Fortuna's viel in het voordeel uit van de Eredivisieploeg. ADO wist met een snelle balcirculatie Ajax te verrassen en won met 1-0.
| Datum                     | Wedstrijd                | Uitslag       | Scoreverloop |
| ------------------------- | ------------------------ | ------------- | --- |
| 23 april 1964 terrein BVV | Fortuna Vl – Fortuna '54 | 2 – 4 (1 – 2) | 6' Aleksandar Petaković 0-1, 39' Martin van der Zwan 1-1, 43' Piet van Rhijn 1-2, 73' Frans Rutten 1-3, 81' Jan Jungerius 2-3, 84' Aleksandar Petaković 2-4 |
| 23 april 1964 terrein DOS | ADO – Ajax               | 1 – 0 (1 – 0) | 34' Kees Aarts 1-0 |

## Finale
De finale vond plaats op 14 mei 1964 in Eindhoven. In de reguliere speeltijd en de verlenging werd niet gescoord. De beste kans kreeg Fortuna-speler Cor van der Hart in de 82e minuut, maar hij miste een strafschop tegen ADO-keeper Martin van Vianen. Een penaltyreeks moest de beslissing brengen. Voor de derde keer in vijf jaar tijd was ADO de verliezend finalist in het bekertoernooi: Waar Henk Houwaart en Piet de Zoete misten voor ADO wist bij Fortuna '54 enkel Aleksandar Petaković zijn penalty niet te verzilveren. Cor van der Hart nam wijselijk geen penalty in die reeks. 
Door de bekerwinst kreeg Fortuna '54 het recht deel te nemen aan de Europacup II 1964/65.
|                               |                                                                    |            |                                                                           |                                                                            |
| 14 mei 1964 Finale KNVB Beker | ADO                                                                | 0 – 0 n.v. | Fortuna '54                                                               | Philips Stadion, Eindhoven Toeschouwers: 8.000 Scheidsrechter: Piet Roomer |
| 14 mei 1964 Finale KNVB Beker |                                                                    |            |                                                                           | Philips Stadion, Eindhoven Toeschouwers: 8.000 Scheidsrechter: Piet Roomer |
| 14 mei 1964 Finale KNVB Beker | Strafschoppen                                                      |            |                                                                           | Philips Stadion, Eindhoven Toeschouwers: 8.000 Scheidsrechter: Piet Roomer |
| 14 mei 1964 Finale KNVB Beker | Kees Aarts Hanny Aardse Harrie Heijnen Henk Houwaart Piet de Zoete | 3–4        | Jean Munsters Harry Brüll Aleksandar Petaković Peter Benen Pierre Custers | Philips Stadion, Eindhoven Toeschouwers: 8.000 Scheidsrechter: Piet Roomer |

| ADO          |  |                   |
|              |  |                   |
| DM           |  | Martin van Vianen |
|              |  | Jacques Smit      |
|              |  | Freek van der Lee |
|              |  | Hanny Aardse      |
|              |  | Jan Villerius     |
|              |  | Theo Verlangen    |
|              |  | René Pas          |
|              |  | Henk Houwaart     |
|              |  | Piet de Zoete     |
|              |  | Harrie Heijnen    |
|              |  | Kees Aarts        |
| Trainer:     |  |                   |
| Ernst Happel |  |                   |

| Fortuna '54 |  |                      |
|             |  |                      |
| DM          |  | Piet Vogels          |
|             |  | Harry Brüll          |
|             |  | Cor van der Hart     |
|             |  | Willy Quaedackers    |
|             |  | Pierre Custers       |
|             |  | Jean Munsters        |
|             |  | Aleksandar Petaković |
|             |  | Peter Benen          |
|             |  | Carel Breikers       |
|             |  | Gène Gerards         |
|             |  | André Piters         |
| Trainer:    |  |                      |
| Wim Latten  |  |                      |

| KNVB Beker 1963/64       |
| ------------------------ |
| Fortuna '54 Tweede titel |

Seizoenen: 1898/99 · 1899/00 · 1900/01 · 1901/02 · 1902/03 · 1903/04 · 1904/05 · 1905/06 · 1906/07 · 1907/08 · 1908/09 · 1909/10 · 1910/11 · 1911/12 · 1912/13 · 1913/14 · 1914/15 · 1915/16 · 1916/17 · 1917/18 · 1918/19 · 1919/20 · 1920/21 · 1921/22 · 1922/23 · 1923/24 · 1925 · 1925/26 · 1926/27 · 1927/28 · 1928/29 · 1929/30 · 1930/31 · 1931/32 · 1932/33 · 1933/34 · 1934/35 · 1935/36 · 1936/37 · 1937/38 · 1938/39 · 1939/40 · 1940/41 · 1941/42 · 1942/43 · 1943/44 · 1944/45 · 1945/46 · 1946/47 · 1947/48 · 1948/49 · 1949/50 · 1950/51 · 1951/52 · 1952/53 · 1953/54 · 1954/55 · 1955/56 · 1956/57 · 1957/58 · 1958/59 · 1959/60 · 1960/61 · 1961/62 · 1962/63 · 1963/64 · 1964/65 · 1965/66 · 1966/67 · 1967/68 · 1968/69 · 1969/70 · 1970/71 · 1971/72 · 1972/73 · 1973/74 · 1974/75 · 1975/76 · 1976/77 · 1977/78 · 1978/79 · 1979/80 · 1980/81 · 1981/82 · 1982/83 · 1983/84 · 1984/85 · 1985/86 · 1986/87 · 1987/88 · 1988/89 · 1989/90 · 1990/91 · 1991/92 · 1992/93 · 1993/94 · 1994/95 · 1995/96 · 1996/97 · 1997/98 · 1998/99 · 1999/00 · 2000/01 · 2001/02 · 2002/03 · 2003/04 · 2004/05 · 2005/06 · 2006/07 · 2007/08 · 2008/09 · 2009/10 · 2010/11 · 2011/12 · 2012/13 · 2013/14 · 2014/15 · 2015/16 · 2016/17 · 2017/18 · 2018/19 · 2019/20 · 2020/21 · 2021/22 · 2022/23 · 2023/24 · 2024/25 · 2025/26
Finales: 2013 · 2014 · 2015 · 2016 · 2017 · 2018 · 2019 · 2020 · 2021 · 2022 · 2023 · 2024 · 2025
Nederland: Eredivisie · Eerste divisie · Tweede divisie · Derde divisie/Topklasse · KNVB Beker
Europa: Champions League · Europa Cup I · Europa Cup II · Europa League · UEFA Cup · Jaarbeursstedenbeker · Intertoto Cup